# Tjetiaa
Tjetiaa (Tjeti-aa – Tjeti-der Ältere) war ein Statthalter (Nomarch) im Alten Ägypten in der Ersten Zwischenzeit. Er ist vor allem von seinem Grab (H41*) in El Hawawisch, der Nekropole von Achmim, bekannt.
Tjetiaa war Statthalter des Menu-Gaues und trug als solcher den Titel Großes Oberhaupt der Menu-Provinz. Daneben war er auch Vorsteher der Priester, einzig(artig)er Freund (Smḥr-wˁ.tj = Semher-wati) und Siegler des Königs (Ḫtm.tj-bjtj = Chetemti-biti).
Tjetiaa ist vor allem von seinem Grab bekannt, bei dem es sich um ein Felsengrab handelt. Es besteht aus einer Kapelle mit einem Vorhof und einer unterirdischen, undekorierten Grabkammer. Die Wände der Grabkapelle sind verputzt und dann bemalt worden. Doch sind die Malereien nur schlecht erhalten. Die Ostwand ist dabei am besten erhalten, hier sieht man den Grabbesitzer auf der linken Seite vor einem Opfertisch. Dahinter befinden sich zahlreiche Opfergaben. Die Westwand zeigt Reste von Schiffen. Auf einem davon ist der Sarg des Tjetiaa abgebildet, auf dem anderen sieht man Tjetiaa selbst. Auf den anderen Wänden sind nur Reste von Texten erhalten, die aber die Titel von Tjetiaa überliefern.